# オールスタンディング処刑 THE LIVE BLACK MASS D.C.7
『オールスタンディング処刑 THE LIVE BLACK MASS D.C.7』（オールスタンディングしょけい ザ ライブ ブラック マス ディーシーセブン）は、聖飢魔IIの第二十二教典でD.C.8年（西暦2006年）3月29日に発布されたミサ教典（ライブ盤）。
英語表記では、ALL STANDING EXECUTION THE LIVE BLACK MASS D.C.7。

## 概要
2005年に期間限定で再集結した聖飢魔IIは聖飢魔II 地球デビュー20周年記念 THE LIMITED BLACK MASS TOUR D.C.7 恐怖の復活祭と聖飢魔II 地球デビュー20周年記念 THE SPECIAL BLACK MASS オールスタンディング処刑（一部を除く）の2種類のミサツアーを行ったが後者の模様を収録したのが今作である（前者を収録したのは『恐怖の復活祭 THE LIVE BLACK MASS D.C.7 SELECTION +α』）。
主に12月11日の横浜BLITZ公演2日目の模様を収録している。
初回限定生産盤のみオリジナルフォトブック悪の絵草紙付き。
帯

地球デビュー20周年記念 期間限定再集結 処刑黒ミサツアー

6年を経て微塵も色あせない本格技巧、躍動感、幽玄耽美！そして爆笑

悪魔の真の実力を知ることになるであろう。

D.C.&(2005)年12月11日にブリッツ横浜で行われた黒ミサ演奏のみならず 名古屋、大阪での黒ミサの模様も収録

## 収録曲
DISC 01
1. BIG TIME CHANGES（作詞: ジャンキー・モンキー・ベイビーズ / 作曲: エース清水）
2. ARCADIA（作詞: デーモン小暮 / 作曲: ライデン湯沢）
3. 正義のために（作詞: デーモン小暮 / 作曲: ルーク篁, デーモン小暮）
4. 聖飢魔II SYMPHONY MEDLEY-1（作曲: ダミアン浜田）
5. DEPARTURE TIME（作詞: デーモン小暮 / 作曲: ルーク篁）
6. 真昼の月 "Moon At Mid Day"（作詞: デーモン小暮, ルーク篁 / 作曲: ルーク篁, 怪人松崎様）
7. REVOLUTION HAS COME（作詞: デーモン小暮 / 作曲: ルーク篁）
8. Talk-1 枕 (@名古屋)
9. 赤い玉の伝説（作詞: デーモン小暮 / 作曲: エース清水）
10. RATSBANE（作詞・作曲: ルーク篁）
11. Talk-2 狂言回し (@名古屋)
12. 白い奇蹟（作詞: デーモン小暮 / 作曲: エース清水）
13. 闘う日本人（作詞: デーモン小暮 / 作曲: ゼノン石川）
14. XENONの羽化のための即興曲（作曲: ゼノン石川, ライデン湯沢, 怪人松崎様）

DISC 02
1. Talk-3 歌謡漫談 (@名古屋)
2. 精神の黒幕 "LIBIDO"（作詞: デーモン小暮 / 作曲: エース清水）
3. 嵐の予感（作詞: デーモン小暮 / 作曲: ルーク篁）
4. BRAND NEW SONG（作詞・作曲: ルーク篁）
5. SAVE YOUR SOUL "美しきクリシェに背をむけて"（作詞・作曲: ルーク篁）
6. HOLY BLOOD "闘いの血統"（作詞・作曲: ルーク篁）
7. 1999 SECRET OBJECT（作詞: デーモン小暮 / 作曲: ルーク篁）
8. WINNER!（作詞: デーモン小暮, ぬらりひょん吉 / 作曲: ルーク篁）
9. おまけ 一人芝居 (@大阪)
10. おまけ曲 THE END OF THE CENTURY (@大阪2-mix)（作詞・作曲: ダミアン浜田）

## 関連活動絵巻教典（ビデオ）
- 活動絵巻 オールスタンディング処刑 THE LIVE BLACK MASS D.C.7 (D.C.8年(2006年)4月26日発布)

## 演奏者（ブックレット上の表記に準ずる）
DISC 01&02
- C.P. ACE SHIMIZU - Guitars, Chorus
- H.H. RAIDEN YUZAWA - Drums, Chorus
- Dr. XENON ISHIKAWA - Bass, Chorus
- G.S. LUKE TAKAMURA III - Guitars, Chorus
- H.E. DEMON KOGURE - Vocals, Iroiro
- KAIJIN MATSUZAKI SAMA - Keyboards, Chorus